# Härlöv, Kristianstads kommun
Härlöv är en stadsdel i Kristianstad , förut en by i Norra Åsums socken i Kristianstads kommun, Skåne län. Härlövs gamla by omfattade mark på båda sidor om E22 och riksväg 21 väster om centrala Kristianstad. I byn ligger också Härlövs ängar väster om Helge å. Byn Härlöv har förändrats till en stadsdelsområde i den östra delen av Kristianstad. Västra delen av stadsdelen Härlöv har ett flertal större butikskedjor för sällanköpsvaror uppblandade med i huvudsak äldre villabebyggelse. I området finns flera bevarade öppna gräsytor samt en del agrar bebyggelse. 

## Ortnamn
Ortnamnet skrevs tidigare Herthalef första belägg 1138 Belägg med felskrivet namn från 1135. Förleden har antagits innehålla ett forndanskt hardh , I fornsvenskan betyder ordet hård, stenig, torr i forndanskan 'hardh  =grusig, stenig mark eller skog. Efterleden löv betyder 'arvegods'.

## Förhistoria
Härlövsplatån är ett större sammanhängande område med väldränerade marker. Området ligger i anslutning till Helgeåns vattensystem. Platån är omgiven av sanka marker och översvämningsområden. Dessa har dränerats och uppodlats under sen historisk tid. Området är en flack fullåkersbygd i utkanten av Kristianstad. Före 1800-talets jordbruksskiften var området inägomark till byn Härlöv. 2010 hade sydöstra delen av Härlövsplatån äldre villabebyggelse och ett affärsområde med stora butikskedjor. Härlövs flacka landskap ligger mellan ca 4 och 10 m.ö.h. Jordmånen består mestadels av sand, med inslag av sandig morän och lera. På Härlövsplatån finns en större fosfatkoncentration, som i storlek är jämförbar med Vä och Uppåkra enligt Arrhenius karta från 1934
En större utredning i gjordes i Härlövsområdet år 1999-2000. Efter denna utredning har ett tiotal utredningar och förundersökningar och två slutundersökningar utförts inom området. De arkeologiska undersökningarna av Härlövsområdet har påvisat boplatslämningar från senneolitikum till yngre romersk järnålder inom Härlövs gamla inägor. Områdena Kristianstad RAÄ 309, 307, 305 är de viktigaste platserna. RAÄ 305  har undersökts i två slutundersökningar år 2001 och 2008. Resultaten  gav fynd av en mellanneolitisk grav, kulturlager, gropar, härdar och hus från senneolitikum, yngre bronsålder och förromersk järnålder. Brunnar från senneolitikum till romersk järnålder har också hittats. Dessa finns redovisade i H Liljas rapport: Härlövs industriområde – boplatslämningar och grav. Utredningar, förundersökningar och slutundersökningar 1999 – 2005, Kristianstad (tidigare Norra Åsum sn), Kristianstads kommun, Skåne län. Ytterligare två boplatslämningar har undersökts med benämningarna Kristianstad RAÄ 305 och RAÄ 307.  2009 gjordes en förundersökning av västra delen av boplatsen RAÄ 305.
Vid förundersökningen 2009 påvisades ett gravfält RAÄ 312 från yngre bronsålder. På gravfältet dokumenterades sex flatmarksgravar. urnegravar, urnebrandgropar och brandgropar. Två urnegravar var skadade och endast botten av gravarna återstod. I båda urnorna påträffades brända ben och den ena innehöll delar av en bränd lövkniv av flinta från yngre bronsålder, period VI. På gravfältet fanns också ett antal härdar. Några härdar med brända ben tolkades som bålplatser. I kanten av en härd påträffades en urnebrandgrop. En härd innehöll brända ben. På platsen fanns även boplatslämningar från senneolitikum och äldre bronsålder. Stora nedgrävningar hittades också, varav en täkt, från 1800-1900-tal.
Vid avbaning av matjorden på större områden kunde flatmarksgravar lokaliseras. Troligen finns fler gravmiljöer inom området som är upptäckta. Monumentala gravar saknas i området och spår av sådana finns inte heller på äldre kartmaterial.. I den östra delen av Härlövsområdet finns Härlövs bytomt, där det gjorts fynd av föremål från vikingatid  RAÄ Kristianstad 267.  Storgårdar saknas också motsatt de borgar som finns i medeltid. Källkritisk är slutsatsen osäker men med det kända underlaget talar för att befolkningen inte byggde monumentala gravar eller överdådiga storgårdar.

## Lämningar från historisk tid
Här låg på början av 1100-talet till slutet av 1400-talet 22 stycken hus och boställen är själva bytomten,  Lillö Kungsgård , 232. 
Lämningar från historisk tid i området Härlövs borg  (RAÄ 217) bildar en borgkulle och Lillöhus (RAÄ 215).  Härlövs borg ligger en knapp kilometer norr om bytomten. Vid en arkeologisk undersökning i fornlämningen kunde en del av en vindbrygga dendrokronologiskt dateras till sommaren 1377. Enligt Kristianstadsbladet 8/10 1938 har man i borgens närområde påträffat en valvslagen källare med fynd av slagg, järn och ben i marken. Källarens läge och datering är okända. Källaren kan ha varit från medeltiden eller möjligen en befästning från Skånska krigen. 
Ett skriftligt belägg från 1385 berör enligt Tor Flensmarck sannolikt Lillö i Härlöv. Huvudgården skulle alltså ha funnits så tidigt. Nya arkeologiska undersökningar av Anders Ödman gav indikationer på att Lillö hade en äldre föregångare, med datering till 12–1300-tal. Härlövs borg har troligen inte föregått Lillö. Borgarna fanns troligen samtidigt med olika funktioner. Området i och kring Härlöv under tidig medeltid har behärskats av godsägande stormän. Lillöhus (RAÄ 215) på ön Blackan i Helge å ligger 800 m norr om Härlövs borg. Lillöhus är ett s.k. fast hus. När borgen har uppförts är osäkert. Tidigare har man trott att bygget påbörjats 1452, efter att Härlövs borg bränts under Karl Knutssons härjningar. Som byggherre har Torsten Andersson föreslagit Iver Axelsen. Lillöhus kan ha uppförts redan på 1100-talet, och senare ombyggd senast på 1400-talet. Båda borgarna tillhörde under 1300-talet den adliga riddarsläkten Tott. Huvudgården omnämns på 1300-talet. Lillö raserades av svenskarna efter 1658. Borgarna avlöstes så småningom av Lillö kungsgård. Svenska staten byggde en ny svensk kungsgård och arrendeboställe söder om Lillöhus. Gården har sedan den tiden varit i statlig ägo.

## Härlöv omkring 1930
Atlas över svenska orter beskriver Härlöv omkring 1930 som gårdar och lägenheter i Kristianstad län, då i Norra Åsums kommun med telefonstation. Orten bestod av 31 jordbruksfastigheter och 249 andra fastigheter.
Jordbukens sammanlagda taxering var 770 100 kr., varav 742 000 gällde jordbruksvärde och 28 100 var tomt- och industrivärde. Andra fastigheter var taxerade till 3 350 700. Gårdarna låg utanför Vilans municipalsamhälle som bara hade 1 jordbruksfastighet taxerad till 5 500 kr för tomt- och industrivärde och 157 andra fastigheter taxerade till 2 438 300 kr.

### Gårdarna i Härlövs by
- Härlöv nr 6 kallas Nyhem och omfattar fyra delar om 1/4 mantal, 9/128 mantal 67/8192 mantal, 479/6400 mantal. Gården ägdes av Olof Larsson och arealen var  37,5 hektar, därav 27,5 åker, med taxeringsvärde å jordbruksfastigheten 56 000 kr. i jordbruksvärde och taxering för annan fastighet 1200 kr,

- Härlöv nr 7 och 10 omfattade  5/16 mantal.

- Charlottsborg kallas Härtlöv nr 8,9 omfattande 23/100 mantal

- Härlöv nr 2, 3, 69/400 mantal kallas Hedentorp, äges av trädgårdsmästare Martin Persson omfattar en areal 44 hektar, därav 41 hektar åker, taxeringsvärde  för jordbruksvärde 100 100 kr. allt i jordbruksvärde och för annan fastighet 11 000.

- Härlöv nr 4 och 12 omfattade 7/12 mantal

- Kerstin Svensson ägde nr 16, på 1/8 mantal med areal 50 hektar, därav 33 åker, taxeringsvärde som jordbruksfastighet i jordbruksvärde 70 800kr.

- Anders Persson ägde nr 13, 3/8 mantal med areal 31,8 hektar, därav 23 hektar åker, taxering för jordbruksfastighet varav 48 800 kr. (jordbruksvärde), och taxering för annan fastighet 1200.

- Jöns Håkansson ägde Härlöv  nr 17, som omfattade 10/24 mantal och 1/204 mantal med en areal 35,3 hektar, därav 28.5 åker, taxerat för jordbruksvärdet till 50 400 kr.
- Östra Skånes järnvägs AB ägde Härlöv nr 10 och 14, omfattande 29/32 mantal. Gårdens areal var 53,1 hektar, därav 27.6 åker, taxerad till 100 000 kr., varav 81 300 jordbruksvärde och 18 700 tomt- och industrivärde.

### Industrier
Slakteri som ägdes av Kristianstadsortens nya slakteriförening hade ett taxeringsvärde på 400 000 kr. Handels- och konserverings A.-B ägdes av L. Holmkvist  med taxering för annan fastighet till 110 000 kr. Svenska jästfabriks AB ägde en stärkelsefabrik med 82 000 kr i taxerat värde som annan fastighet. I municipalsamhället Vilan fanns två mekaniska verkstäder varav ett med gjuteri som ägdes av aktiebolaget Hvilans mekaniska verkstads, taxerat som annan fastighet till 153 000 kr. Den andra mekaniska verkstad ägdes av Långebro mekaniska verkstads AB och var taxerad som annan fastighet till 64 800 kr. Ytterligare en industri på Vilan var ett bryggeri för svagdricka med Nils Peter Svenssons stärbhus som ägare, annan fastighet taxerad till. 50 800 kr. En mindre möbel verkstad var taxerad till  8 000 kr.